# Microgastrura massoudi
Microgastrura massoudi är en urinsektsart som beskrevs av Louis Deharveng och Najt in Tillier 1988. Microgastrura massoudi ingår i släktet Microgastrura och familjen Hypogastruridae. Inga underarter finns listade i Catalogue of Life.